# Santpoort-Noord
Santpoort-Noord (52° 26′ N, 4° 38′ L) é uma cidade dos Países Baixos, na província de Holanda do Norte. Santpoort-Noord pertence ao município de Velsen, e está situada a 6 km, a norte de Haarlem.
A área de Santpoort-Noord, que também inclui as partes periféricas da cidade, bem como a zona rural circundante, tem uma população estimada em 6120 habitantes.